# 东约克郡
約克郡東瑞丁（英語：East Riding of Yorkshire），通稱東約克郡，英國英格蘭約克郡-亨伯地區的名譽郡、非都市區（Non-metropolitan district）、單一管理區。行政總部位於貝弗利，布里德靈頓是第一大鎮。
原文的（瑞丁）是英聯邦國家獨有的地方行政單位，通常用於由3個次級行政區組成一個上級行政區的情況中─約克郡東瑞丁與相鄰的約克郡北瑞丁、約克郡西瑞丁，曾是約克郡的3個構成部分。但由於幅原廣闊，約克郡在1889年拆分成上述3個一級行政區，所以原文的在1889年後已成為沒有實際地方行政架構的概念。
約克郡東瑞丁是353個區（包括單一管理區、非都市區）之一，佔地2,409平方公里（第1），有330,900人口（第10）；如看待成48個名譽郡之一，它名義上包含2個單一管理區─約克郡東瑞丁、赫爾河畔京士頓，佔地增至2,479平方公里（第23），人口增至587,100（第37）。

## 行政區劃

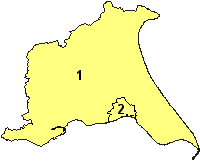
1. * 約克郡東瑞丁
2. * 赫爾河畔京士頓
* 單一管理區

《1972年地方政府法案》在1974年4月1日生效，約克郡東瑞丁被廢除，大部份範圍劃入新設的亨伯賽德郡，小部分劃入北約克郡。1992年成立的英格蘭地方政府委員會（Local Government Commission for England）建議廢除亨伯賽德郡，其中三個非都市區─約克郡東瑞丁區、貝弗利區（Beverley）、霍爾德內斯區（Holderness）合併成新的東約克郡。建議在1996年4月1日生效至今。
作為地方自治體，約克郡東瑞丁是一個單一管理區，因此沒有任何次級行政區劃。但是當約克郡東瑞丁被當作一個名譽郡（非都市郡）來看待時，其範圍則包含了約克郡東瑞丁（單一管理區）與赫爾河畔京斯頓（也是一個單一管理區）。

## 地理
下圖顯示英格蘭48個名譽郡的分佈情況。約克郡東瑞丁東臨北海，南與林肯郡相鄰，西南與南約克郡相鄰，西、北與北約克郡相鄰。

## 相片

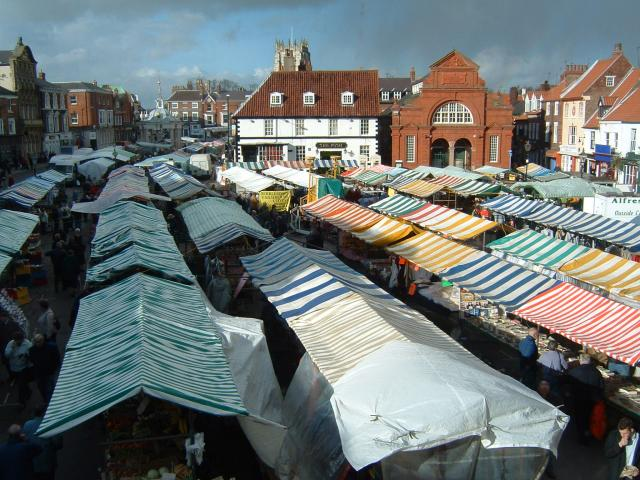
貝弗利
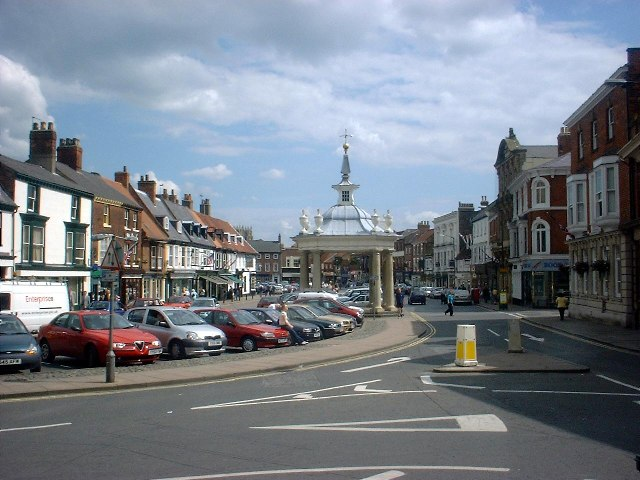
貝弗利
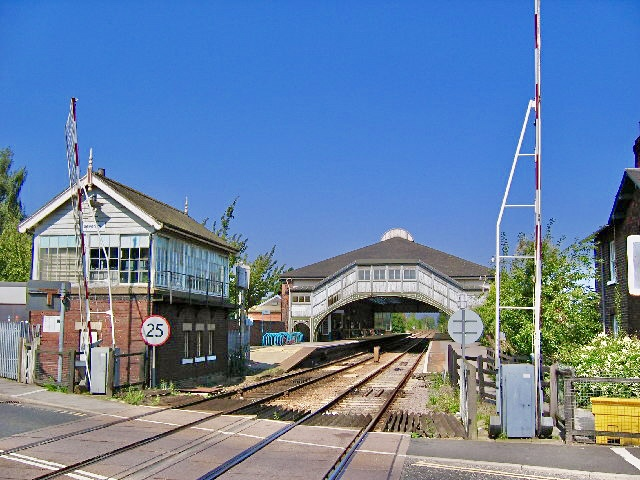
貝弗利車站
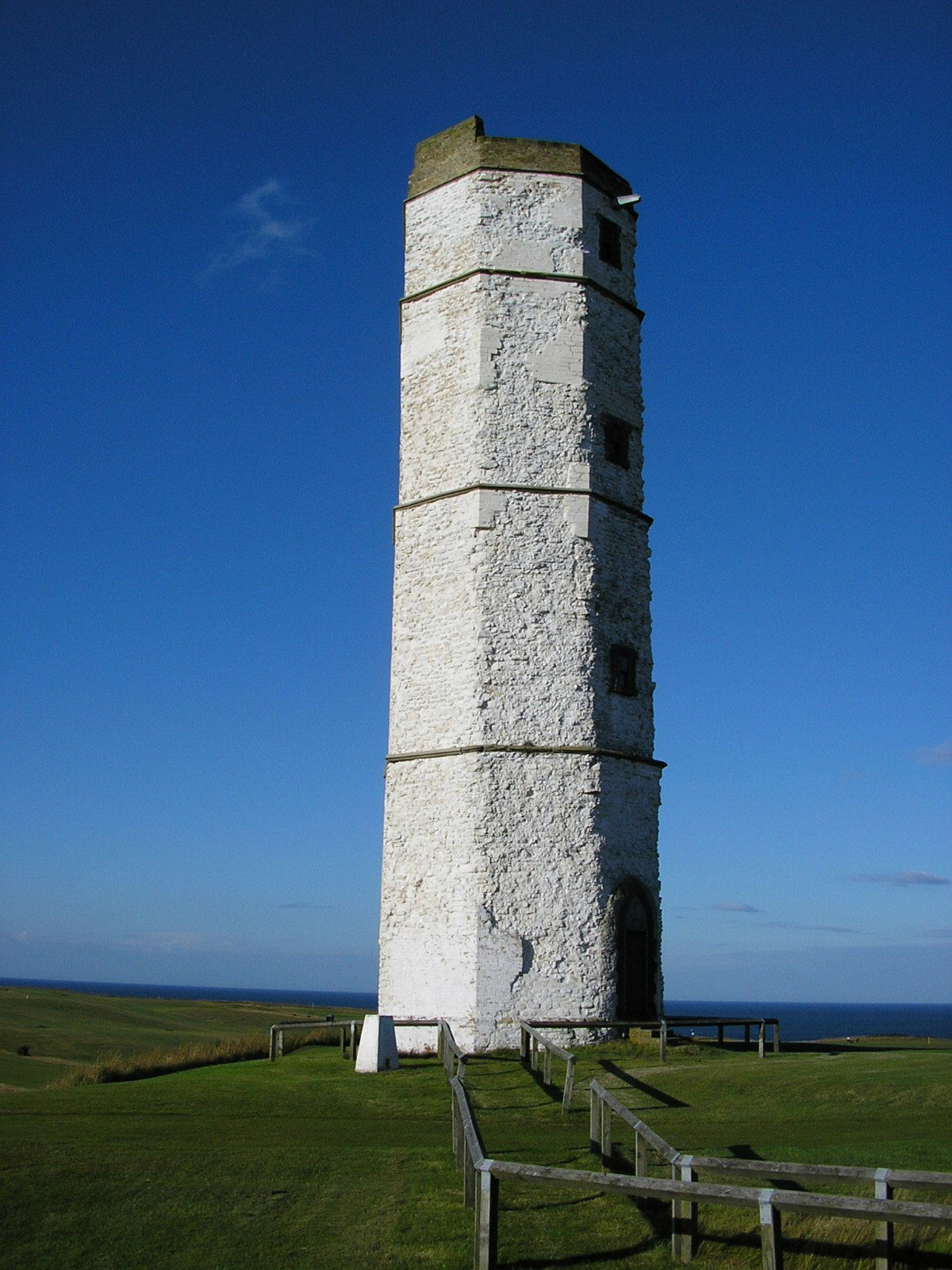
弗蘭伯勒角
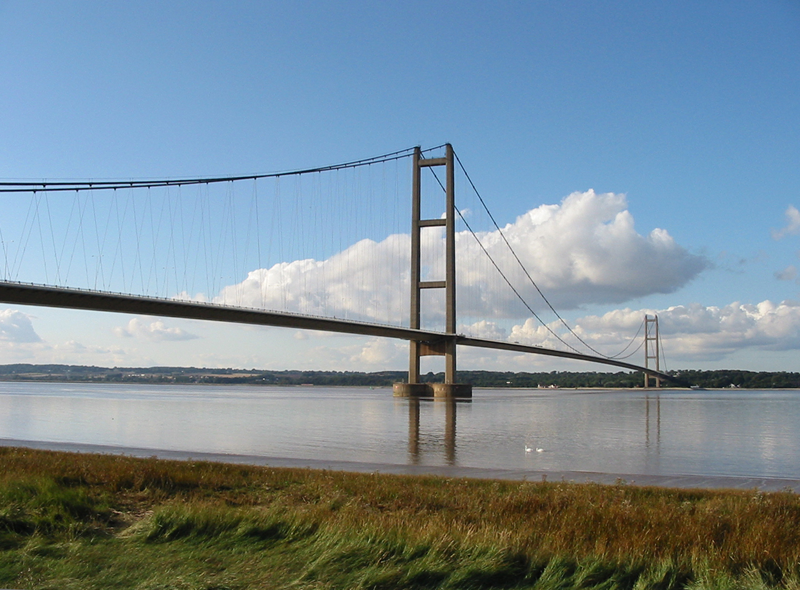
亨伯橋
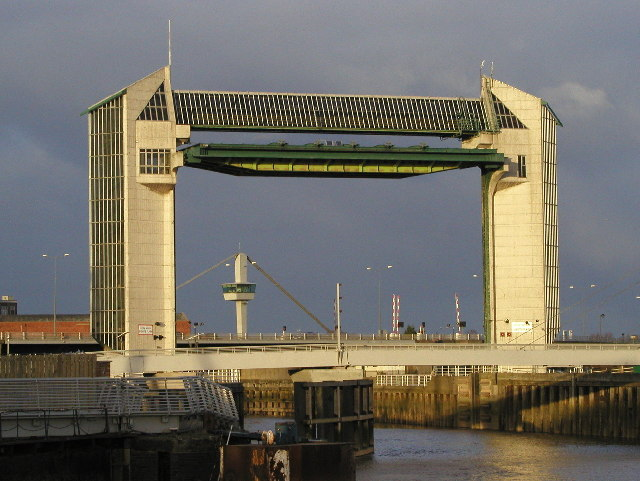
赫爾河
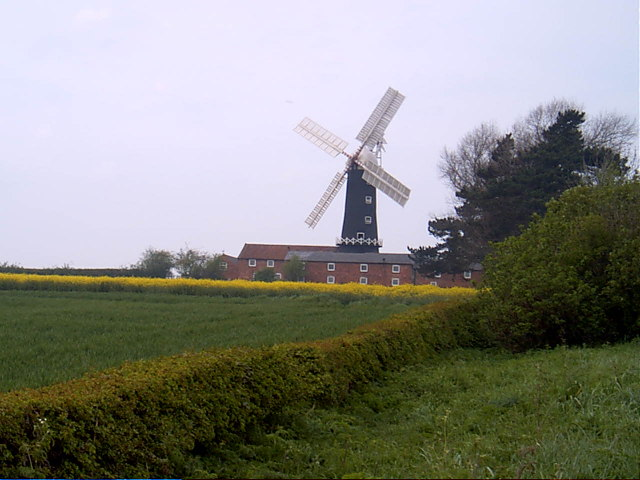
斯基德比風車
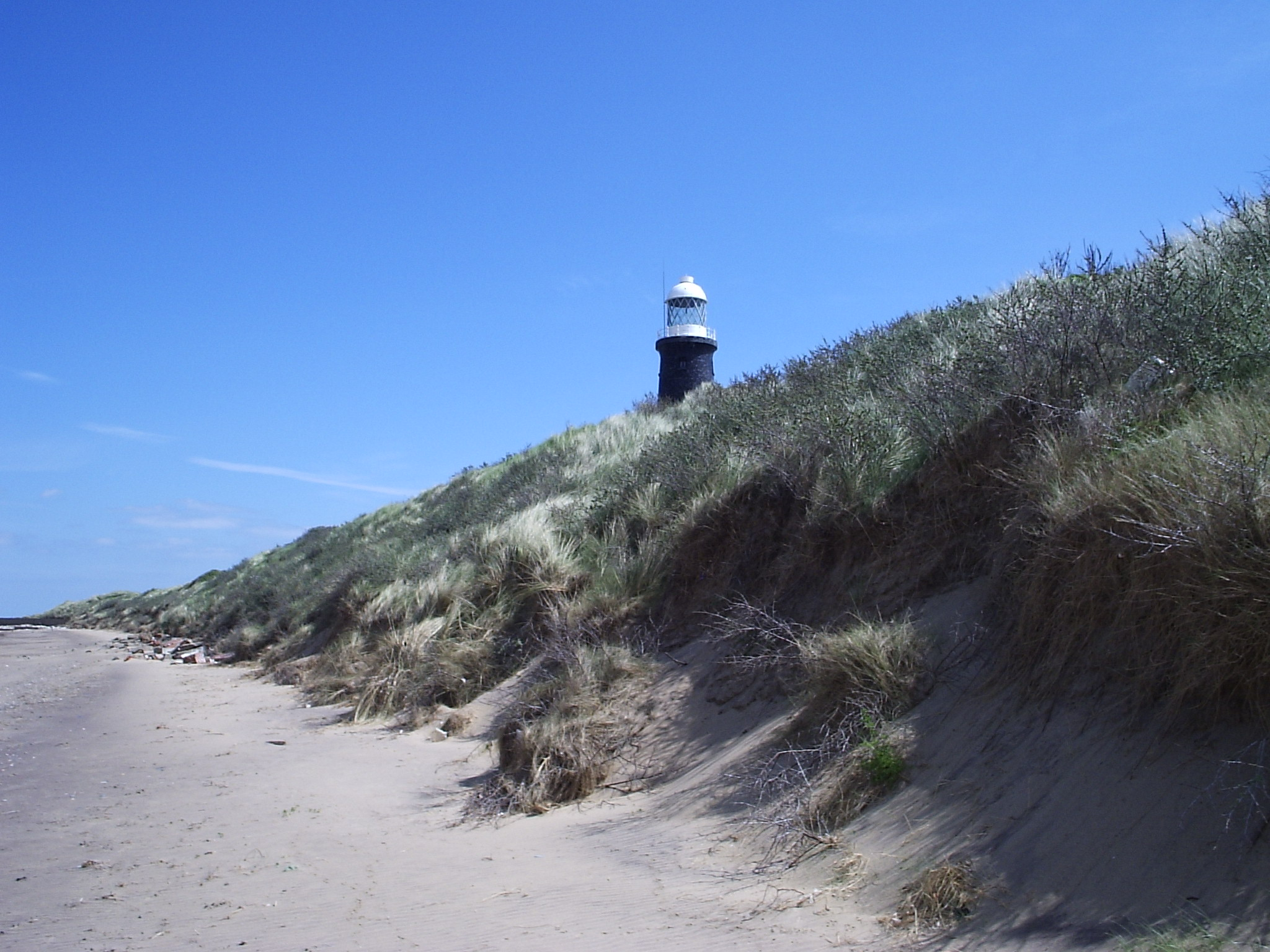
斯珀恩

## 外部連結
- （英文）約克郡東瑞丁區域議會 （页面存档备份，存于）